# Jef Scherens
Jef Scherens (Werchter, Rotselaar, Brabant Flamenc, 17 de febrer de 1909 - Lovaina, 9 d'agost de 1986) va ser un ciclista belga, que competí entre 1929 i 1951. Especialista en la Velocitat, va aconseguir set Campionat del món d'aquesta modalitat i quinze campionats nacionals. Va ser el gran dominador mundial durant la dècada de 1930.
En honor seu se celebra el Gran Premi Jef Scherens cada any a Lovaina.

## Palmarès en pista
- 1929
  -  Campió de Bèlgica d'independents de velocitat
- 1931
  -  Campió de Bèlgica de velocitat
  -  Campió de Bèlgica d'hivern de velocitat
- 1932
  -  Campió del món de velocitat
  -  Campió de Bèlgica de velocitat
  -  Campió de Bèlgica d'hivern de velocitat
  - 1r al Gran Premi de París
  - 1r al Gran Premi de l'UCI
- 1933
  -  Campió del món de velocitat
  -  Campió de Bèlgica de velocitat
  - 1r al Gran Premi de París
  - 1r al Gran Premi de l'UVF
- 1934
  -  Campió del món de velocitat
  -  Campió de Bèlgica de velocitat
  - 1r al Gran Premi de l'UVF
- 1935
  -  Campió del món de velocitat
  -  Campió de Bèlgica de velocitat
  - 1r al Gran Premi de Reims
- 1936
  -  Campió del món de velocitat
  -  Campió de Bèlgica de velocitat
- 1937
  -  Campió del món de velocitat
  -  Campió de Bèlgica de velocitat
  - 1r al Gran Premi de París
- 1938
  -  Campió de Bèlgica de velocitat
- 1939
  -  Campió de Bèlgica de velocitat
- 1941
  -  Campió de Bèlgica de velocitat
- 1942
  -  Campió de Bèlgica de velocitat
  - 1r al Gran Premi de l'UVF
- 1944
  -  Campió de Bèlgica de velocitat
- 1945
  -  Campió de Bèlgica de velocitat
- 1946
  -  Campió de Bèlgica de velocitat
- 1947
  -  Campió del món de velocitat
  -  Campió de Bèlgica de velocitat